# 두덕명
두덕명(竇德明)은 당나라의 인물이다. 애주자사(愛州刺史)에 임명되었다.